# Comité des deux royaumes
Le Comité des deux royaumes (Committee of Both Kingdoms en anglais) est un comité mis sur pied durant la Première révolution anglaise pour mener le conflit contre le roi Charles Ier.
Comme son nom l'indique, il est composé de représentants du royaume d'Angleterre et du royaume d'Écosse. Il succède au Committee of Safety à la fin de 1643 quand une alliance, la Solemn League and Covenant, est conclue entre les Têtes-Rondes anglais et les Covenantaires écossais. Le comité est dissous en 1648 lorsque les Écossais brisent l'alliance pour soutenir le roi durant la Seconde révolution anglaise.
La principale réussite du Comité est la création de la New Model Army et sa gestion jusqu'à la défaite du roi en 1646. Les forces royales ne parviennent pas à égaler la constance de son administration.